# Phil Spector

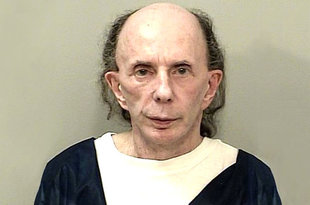
Phil Spector, mugshot 2014.

Phil Spector, nome artístico de Harvey Philip Spector (Nova Iorque, 26 de dezembro de 1939 — French Camp, 16 de janeiro de 2021) foi um produtor, músico e compositor americano que desenvolveu o Wall of Sound.
De origem judaica, Phil Spector foi um dos líderes da onda das girl groups dos anos 1960, e produziu mais de vinte e cinco hits na parada Top 40 entre 1960 e 1965, escrevendo ou coescrevendo muitos deles a artistas como The Ronettes e The Crystals. Após 1965, colaborou com os Beatles, John Lennon, George Harrison, Leonard Cohen, Dion DiMucci e os Ramones no final dos anos 1970. A partir da década de 1980, Spector permaneceu praticamente inativo. 
Na década de 2000, ele se tornou famoso devido a dois julgamentos por homicídio e a uma condenação por homicídio em segundo grau.

## Carreira
Phil Spector é muitas vezes considerado o primeiro produtor a atuar como coautor. Era o diretor criativo, compunha, escolhia o material, supervisionava os arranjos e planejava todas as fases do processo de gravação. Inúmeros artistas mais tarde citariam seu trabalho como uma grande influência.
A canção de 1965 "You've Lost That Lovin' Feeling", produzido e coescrito por Spector para os Righteous Brothers, é listado pelo BMI como a música que mais vezes tocou nas rádios dos Estados Unidos no século XX. Em 1989, foi introduzido ao Rock and Roll Hall of Fame na categoria Ahmet Ertegun Award. Em 2004, a revista Rolling Stone classificou Phil Spector na posição 63º em sua lista dos "Maiores Artistas de Todos os Tempos". Em 2008, o The Washington Times considerou Spector o segundo maior produtor de discos na história da música.

## Justiça
Em 13 de abril de 2009, Phil Spector foi declarado culpado de homicídio, no caso da morte de uma atriz em sua mansão, ocorrida seis anos antes. Os promotores disseram que Spector alvejou e matou a atriz Lana Clarkson em sua mansão na madrugada de 3 de fevereiro de 2003, após tê-la conhecido horas antes na discoteca em que a mulher trabalhava. O ex-motorista de Spector revelou ao júri que na noite da morte de Lana, encontrou seu patrão com uma pistola e a mão ensanguentada, antes de dizer: "acho que matei alguém". Phil Spector foi sentenciado em maio de 2009, de 19 anos de prisão a prisão perpétua, sentença a rever em 2025.
Em 2013 foi lançado o telefilme Phil Spector que trata do primeiro julgamento.

## Morte
Spector morreu em 16 de janeiro de 2021, aos 81 anos, após ficar internado desde 31 de dezembro de 2020 no San Joaquin General Hospital, em French Camp, Califórnia, por complicações da COVID-19.

## Discografia
Álbuns
- 1959: The Teddy Bears Sing – The Teddy Bears
- 1962: Twist Uptown – The Crystals
- 1963: He's a Rebel – The Crystals
- 1963: Zip-A Dee-Doo-Dah – Bob B. Soxx e the Blue Jeans
- 1963: A Christmas Gift for You from Philles Records – Varios Artistas
- 1964: Presenting the Fabulous Ronettes Featuring Veronica – The Ronettes
- 1966: River Deep – Mountain High – Ike & Tina Turner
- 1969: Love Is All We Have to Give – Sonny Charles e the Checkmates, Ltd.
- 1970: Let It Be – The Beatles
- 1970: All Things Must Pass (co-producer) – George Harrison
- 1970: Plastic Ono Band (co-producer) – John Lennon e the Plastic Ono Band
- 1971: Imagine (co-producer) – John Lennon e the Plastic Ono Band com the Flux Fiddlers
- 1971: The Concert for Bangladesh (co-producer) – George Harrison e friends
- 1972: Some Time in New York City (co-producer) – John Lennon e Yoko Ono com Elephant's Memory plus Invisible Strings
- 1973: Living in the Material World (co-producer) – George Harrison
- 1975: Rock 'n' Roll (co-producer) – John Lennon
- 1975: Born to Be with You – Dion
- 1977: Death of a Ladies' Man – Leonard Cohen
- 1980: End of the Century – Ramones
- 1981: Season of Glass (co-producer) – Yoko Ono
- 1986: Menlove Ave. (co-producer) – John Lennon
- 1991: Back to Mono (1958–1969) (box set compilation) – Various Artists
- 2003: Silence Is Easy (co-producer) – Starsailor

Musícas
- "To Know Him Is to Love Him" – The Teddy Bears (12/1/1958, #1)
- "Corrine, Corrina" – Ray Peterson (11/21/1960, #9)
- "Pretty Little Angel Eyes" – Curtis Lee (7/3/1961, #7)
- "Every Breath I Take" – Gene Pitney (9/11/1961, #42)
- "I Love How You Love Me" – The Paris Sisters (10/30/1961, #5)
- "Under the Moon of Love" – Curtis Lee (11/27/1961, #46)
- "There's No Other (Like My Baby)" – The Crystals (1/22/1962, #20)
- "I Could Have Loved You So Well" – Ray Peterson (1/27/1962, #57)
- "Uptown" – The Crystals (3/3/1962, #13)
- "He Knows I Love Him Too Much" – The Paris Sisters (3/10/1962, #34)
- "Let Me Be the One" – The Paris Sisters (5/26/1962, #87)
- "Second Hand Love" – Connie Francis (6/9/1962, #7)
- "He's a Rebel" – The Crystals (11/3/1962, #1)
- "Zip-a-Dee-Doo-Dah" – Bob B. Soxx & the Blue Jeans (1/12/1963, #8)
- "He's Sure the Boy I Love" – The Crystals (1/19/1963, #11)
- "Puddin' n' Tain (Ask Me Again, I'll Tell You the Same)" – The Alley Cats (2/16/1963, #43)
- "Why Do Lovers Break Each Other's Heart" – Bob B. Soxx e the Blue Jeans (3/30/1963, #38)
- "(Today I Met) The Boy I'm Gonna Marry" – Darlene Love (5/11/1963, #39)
- "Da Doo Ron Ron (When He Walked Me Home)" – The Crystals (6/8/1963, #3)
- "Not Too Young to Get Married" – Bob B. Soxx e the Blue Jeans (7/13/1963, #63)
- "Then He Kissed Me" – The Crystals (8/17/1963, #6)
- "Wait 'til My Bobby Gets Home" – Darlene Love (9/7/1963, #26)
- "Be My Baby" – The Ronettes (10/12/1963, #2)
- "A Fine, Fine Boy" – Darlene Love (11/23/1963, #53)
- "Christmas (Baby, Please Come Home)" – Darlene Love
- "Baby, I Love You" – The Ronettes (11/1963, #24)
- "(The Best Part of) Breakin' Up" – The Ronettes (5/16/1964, #39)
- "Do I Love You?" – The Ronettes (8/1/1964, #34)
- "Walking in the Rain" – The Ronettes (12/5/1964, #23)
- "You've Lost That Lovin' Feelin'" – The Righteous Brothers (2/6/1965 #1, UK #1)
- "Just Once in My Life" – The Righteous Brothers (5/15/1965, #9)
- "Unchained Melody" – The Righteous Brothers (8/28/1965, #4)
- "Ebb Tide" – The Righteous Brothers (1/8/1966, #5)
- "River Deep – Mountain High" – Ike & Tina Turner (6/18/1966, #88 UK #3)
- "Love Is All I Have to Give" – The Checkmates, Ltd. (5/3/1969, #65)
- "Black Pearl" – The Checkmates, Ltd. (7/5/1969, #13)
- "Proud Mary" – The Checkmates, Ltd. (11/1/1969, #69)
- "Instant Karma (We All Shine On)" – John Lennon (3/28/1970, #3)
- "The Long and Winding Road"/"For You Blue" – The Beatles (6/13/1970, #1)
- "My Sweet Lord" – George Harrison (12/26/1970, #1)
- "What Is Life" – George Harrison (3/27/1971, #10)
- "Power to the People" – John Lennon/Plastic Ono Band (5/15/1971, #11)
- "Try Some, Buy Some" – Ronnie Spector (5/22/1971, #77)
- "Bangla Desh" – George Harrison (9/11/1971, #23)
- "Imagine" – John Lennon (11/13/1971, #3)
- "Rock 'n' Roll High School" – Ramones (8/4/1979, UK #67)
- "Baby, I Love You" – Ramones (2/4/1980, UK #8)
- "Do You Remember Rock 'n' Roll Radio?" – Ramones (5/16/1980, #54)
- "Unchained Melody – The Righteous Brothers (10/20/1990 Reissue, #13)
- "Silence Is Easy" – Starsailor (1/9/2003, UK #8)

### Relacionadas à música
- «Phil-Spector.com - O Legendário produtor de Rock N' Roll» (em inglês)
- «Spector e Mick Brown- Daily Telegraph» (em inglês)
- «Biografia de Spector por Mick Brown» (em inglês)
- «Um guia dos discos compactos de Phil Spector» (em inglês)
- «Artigo de Snopes: "(Let's Dance) The Screw"» (em inglês)
- «História do Rock por Phil Spector» (em inglês)
- «Destaque de Phil Spector em "Where The Action Was, uma história sobre o rock» (em inglês)

### Relacionadas ao crime
- «Reportagem com o caso completo do assassinato» (em inglês)
- «Notícias de um Tablóide dobre Phil Spector» (em inglês)
- «Pesquisa e mandado de prisão» (em inglês)
- «CrimeLibrary.com - Phil Spector: O "gênio maluco" do Rock'n'Roll» (em inglês)
- «Lucros dos Ronettes em um contrato de 1963» (em inglês)